# Bruno Baltazar
Bruno Miguel Nunes Baltazar (ur. 6 lipca 1977 w Lizbonie) – piłkarz portugalski i trener. W 2024 trener Radomiaka Radom.  

## Sukcesy

### Trenerskie
APOEL FC
- Mistrzostwo Cypru: 2017/2018